# Dhading Besi
Dhading Besi (nepali: धादिङ्ग बेसी) är en stad (grannskap) och distriktets högkvarter för Dhading-distriktet i Nepal. Staden ligger inom Nilkantha kommun, en av två kommuner i distriktet. Det är också Nilkanthas administrativa centrum. Distriktet har också de stora administrativa byggnaderna och strukturerna i distriktet.

## Etymologi
Ordet besi på det nepalesiska språket betyder lågland i avrinningsområdet, anledningen till att många människor bosatte sig här. Det är en liten stad längs stranden av två floder, Arun Khola och Thopal Khola (Khola betyder en liten flod på nepalesiska).
Huvudbosättningen i Nilkantha-kommunen är Puchhar Bazaar, Bich Bazaar, Milan Tole och Siran Bazaar. Eftersom det är ett distriktshögkvarter ligger de flesta av regeringskontoren i området. Den är ansluten till Katmandu, Chitwan, Rasuwa, Nuwakot, Pokhara och resten av Nepal via motorväg för alla som ansluter till Prithvi Highway.
Det är på 27°54'45.9"N 84°53'46.2"Ö på en höjd av 612 meter.